# Monplaisir (Schaerbeek)
Pour les articles homonymes, voir Monplaisir.
Monplaisir est un lieu-dit de Schaerbeek. Il est aussi appelé quartier de la gare de Schaerbeek à cause de la présence ce celle-ci dans le quartier. Le château qui s'y trouvait, fut loué, à partir du 29 mai 1752 et jusqu’en 1780, à Charles de Lorraine par Jérôme de Tassillon, seigneur de Terlinden. C’est le gendre de ce dernier, Louis de Vaux, qui y fut placé par le gouverneur général en qualité de gérant du domaine. Monplaisir était destiné à la culture de "plantes de choix" et à l'élevage d'animaux destinés à peupler les chasses royales ; on y installa aussi la fauconnerie. Charles de Lorraine se rendait quelquefois au château et dans le domaine, accompagné ou non, pour y dîner ou seulement s’y promener.
Il existe encore actuellement une avenue Monplaisir à Schaerbeek.

## Galerie

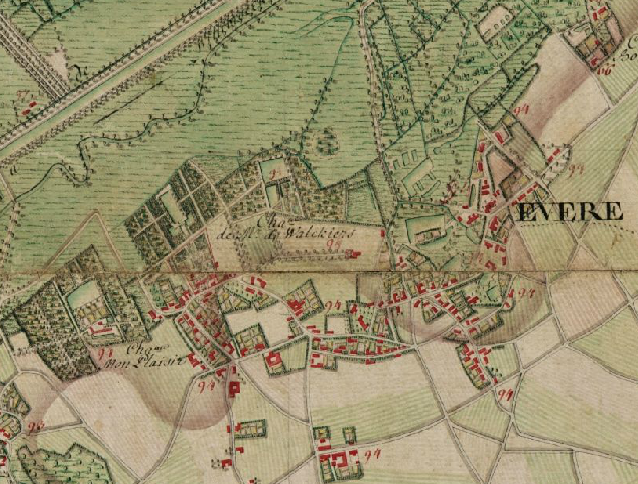
Extrait de la carte de Ferraris de 1777 localisant le château "Mon Plaisir"